# Ершов, Эмиль Борисович
Эмиль Борисович Ершов (2 сентября 1933 — 3 сентября 2014) — советский и российский учёный в сфере экономики, лауреат Государственной премии СССР (1968), директор Научно-исследовательского института ЦСУ СССР (1990—1995), профессор Высшей школы экономики.

## Биография
Родился 2 сентября 1933 года.
Учился в Московском государственном университете. Выпускник аспирантуры механико-математического факультета МГУ.
В 1959 году начал работать в Научно-исследовательском экономическом институте (НИЭИ) Госплана СССР, где занимался моделированием межотраслевых пропорций. В 1960-е годы стал одним из ведущих советских в области исследований по построению и использованию межотраслевых балансов (таблиц «затраты-выпуск»). В 1968 году за работы по разработке и внедрению межотраслевого баланса в практику коллектив авторов, включая Ершова был награждён Государственной премией СССР.
С 1973 по 1986 год учёный работал в Центральном экономико-математическом институте Академии Наук СССР, где сперва руководил лабораторией, затем отделом, а после стал заместителем директора. Совместно с А. И. Анчишкиным и Ю. В. Ярёменко работал над методологией макроэкономического прогнозирования. В 1970-х годах совместно с Ю. В. Ярёменко и другими учёными была разработана эконометрическая модель межотраслевых взаимодействий, для которой не было аналогов среди всемирных исследований по моделям «затраты-выпуск».
После разделения ЭМИ АН СССР С 1986 по 1989 год работал заместителем директора Института прогнозирования научно-технического прогресса Академии Наук СССР. Во время работы в ИЭПНТП АН СССР занимался проблемами агрегирования экономических показателей, в теоретическом анализе и разработке обобщенных индексов цен и количеств, а также вопросами теории индексов по которой защитил докторскую диссертацию, разрабатывал математический аппарата в рамках совмещения методологии межотраслевого баланса, производственных функций и теории оптимизации, исследовал структуру межотраслевых моделей, которые основаны на методах оптимизации, создавал методы исследования производственного потенциала экономики СССР с использованием аппарата функций с постоянной эластичностью замещения. Под редакцией Ершова были изданы переводы фундаментальных монографий ведущих западных авторов зарубежных по проблемам прогнозирования и эконометрического моделирования.
С 1989 по 1993 год занимал должность директора НИИ Государственного комитета СССР по статистике, а затем России. Выполнял анализ, прогнозирование и моделирование процессов экономики России и адаптировал советскую статистику к работе в условиях рыночной экономики.
В 1995 году начал работать в Национальном исследовательском университете «Высшая школа экономики», где проработал на кафедре математической экономики и эконометрики до самой смерти. В 1996 году избран ординарным профессором университета, входил в учёный совет факультета экономики и учёного совет университета, редколлегию «Экономического журнала» НИУ ВШЭ, руководил научным семинаром кафедры. В 2011 году был награждён почётным знаком I степени Высшей школы экономики. В 2013 году был награждён золотым почётным знаком Высшей школы экономики. Ершовым было подготовлено несколько десятков кандидатов наук и магистров.
Умер 3 сентября 2014 года на 82 году жизни. После смерти учёного в 2014 году в Национальном исследовательском университете «Высшая школа экономики» была учреждена стипендия имени Э. Б. Ершова.

## Награды
- Орден Почёта (ноябрь 2012)
- Почётная грамота Министерства образования и науки Российской Федерации (2007)
- Почётная грамота Министерства экономического развития и торговли Российской Федерации (2003)
- Орден Дружбы (2002)
- Медаль «Ветеран труда» (1988)
- Орден «Знак Почёта» (1986)
- Государственная премия СССР (1968)